# José Amaro
Pour les articles homonymes, voir Amaro.
Cadete Amaro est un nom portugais ; le premier nom de famille (d'usage facultatif) est Cadete et le second est Amaro.
José Manuel Cadete Amaro, né le 13 janvier 1954 à Grândola (Portugal) et mort le 7 mai 1987 à Setúbal, est un coureur cycliste portugais. 
Professionnel entre 1972 et 1975 et de nouveau en 1984, il a participé au Tour de France en 1975.

## Palmarès
- 1974
  - 7eb étape du Tour du Portugal
- 1975
  - Circuit de Malveira
- 1978
  - 1re et 5e étapes du Tour de l'Algarve
  - 1rea étape du Tour du Portugal
  - Circuit de Malveira
- 1980
  - Circuit de Malveira
- 1981
  - Porto-Lisbonne
  - Prologue du Grand Prix Jornal de Noticias (contre-la-montre par équipes)
  - 2ea (contre-la-montre par équipes), 2eb et 11e étapes du Tour du Portugal
- 1982
  - Prologue du Tour du Portugal (contre-la-montre par équipes)
- 1983
  - 3e étape du Tour du Portugal
- 1985
  - Grand Prix Abimota

## Résultats sur les grands tours

### Tour de France
1 participation 
- 1975 : 83e